# Ewoud de Kat
Ewoud de Kat, eigenlijk Ewout de Kat, (Vlissingen, 10 maart 1904 – Haarlem, 29 april 1974) was een Nederlands kunstschilder en tekenleraar.

## Leven en werk
Ewoud de Kat was een zoon van Cornelis de Kat en Apollonia Oosthoek. Zijn vader werkte als modelmakersbaas bij de scheepswerf van NV Koninklijke Maatschappij De Schelde in Vlissingen en ook zijn broers werkten in deze sector. De Kat koos voor een andere richting. Hij kreeg bezocht in zijn vrije tijd de schilderschool van Gerard Jacobs in Vlissingen en trok na de hbs naar Rotterdam. Hij studeerde er aan de Academie van Beeldende Kunsten en Technische Wetenschappen (1922-1926) als leerling van Herman Mees en David Bautz, en behaalde de MO-tekenakte. Hij werd leraar tekenen en kunstgeschiedenis in Rotterdam. Hij verhuisde begin 1935 naar Haarlem, waar hij leraar werd aan de ulo. Hij trouwde een jaar later, uit dit huwelijk werd onder anderen de architect Kees de Kat geboren. In 1969 ging De Kat met pensioen. Tot zijn leerlingen behoorden zijn oomzegger, beeldhouwer Kees de Kat en tekenaar Theo van Kempen.
De Kat schilderde in aquarel, gouache en olieverf onder andere boeren en vissers, landschappen en zeegezichten in een expressionistische stijl. 
Hij debuteerde als exposant pas op 36-jarige leeftijd in Kunstzaal Boskamp in Overveen (1940), De kunstcriticus van het Algemeen Handelsblad noemde hem een "een talent van beteekenis" en zijn werk "stoere, bonkige, door het leven ingegeven kunst". Verder was zijn werk onder meer te zien met andere Haarlemse kunstenaars in het Frans Hals Museum (1945), tijdens een solotentoonstelling in Stedelijk Museum Het Catharina Gasthuis in Gouda (1951) en postuum in een retroperspectief in museum De Schotse Huizen in Veere (2007).
De Kat overleed op 70-jarige leeftijd, hij werd begraven op Westerveld.
- Biografisch Portaal: 57530184
- RKD-Nederlands Instituut voor Kunstgeschiedenis: 43580
- Union List of Artist Names: 500149273
- Virtual International Authority File: 128911025